# Trogon citrin
Trogon citreolus
Espèce
Statut de conservation UICN

 LC  : Préoccupation mineure
Le Trogon citrin (Trogon citreolus) est une espèce d'oiseau de la famille des Trogonidae.
Cet oiseau fréquente le littoral pacifique du Mexique.